# آبي بورتون
آبي بورتون (بالإنجليزية: Abbey Burton) هي لاعبة رماية بريطانية، ولدت في 30 مارس 1987.

## روابط خارجية
- آبي بورتون على موقع الاتحاد الدولي (الإنجليزية)
- آبي بورتون على موقع اتحاد ألعاب الكومنولث (مؤرشف) (الإنجليزية)